# Liste der Kulturgüter in Bern/Innere Stadt (Ost)
Die Liste der Kulturgüter in Bern/Innere Stadt (Ost) enthält alle Objekte im östlichen Teil des Stadtteils I, der Inneren Stadt von Bern, die gemäss der Haager Konvention zum Schutz von Kulturgut bei bewaffneten Konflikten, dem Bundesgesetz vom 20. Juni 2014 über den Schutz der Kulturgüter bei bewaffneten Konflikten sowie der Verordnung vom 29. Oktober 2014 über den Schutz der Kulturgüter bei bewaffneten Konflikten unter Schutz stehen.
Verzeichnet werden Objekte im Grünen, Schwarzen und Weissen Quartier (entspricht in etwa dem Gebiet östlich der Linie Kornhausbrücke–Kirchenfeldbrücke). Objekte der Kategorien A und B sind vollständig in der Liste enthalten, Objekte der Kategorie C fehlen zurzeit (Stand: 1. Januar 2023). Unter übrige Baudenkmäler sind einige der Objekte zu finden, die im Bauinventar der Stadt Bern als «schützenswert» verzeichnet sind.
Viele der schützenswerten Bauten der östlichen Altstadt werden zurzeit im Bauinventar lediglich summarisch und ohne weitere Details aufgelistet, weshalb sie hier noch nicht berücksichtigt sind (2023).

## Kulturgüter
| Foto |                                                                                               | Objekt | Kat. | Typ | Standort                                               | Beschreibung |
| ---- | --------------------------------------------------------------------------------------------- | --- | ---- | --- | ------------------------------------------------------ | --- |
| ja   | Datei hochladen · Wikidata zu Erlacherhof (Q1355223)                                          | Erlacherhof KGS-Nr.: 00621                                                                                       | A    | G   | Junkerngasse 47 601156 / 199588                        | Zwischen 1745 und 1757 für Hieronymus von Erlach erbauter Stadtpalais, vermutlich durch Albrecht Stürler. Gilt als repräsentativster Patriziersitz Berns, heute Tagungsort des Gemeinderates sowie Amtssitz des Stadtpräsidenten. Als einziges Haus in der Berner Altstadt besitzt der Erlacherhof einen Ehrenhof, diesem ist eine überdachte Arkade vorgelagert. |
| ja   | Datei hochladen · Wikidata zu Gerechtigkeitsbrunnen (Q686056)                                 | Gerechtigkeitsbrunnen KGS-Nr.: 00622                                                                             | A    | K   | Gerechtigkeitsgasse 601175 / 199690                    | Brunnen mit achteckigem Trog aus Kalkstein, 1543 von Hans Gieng erschaffen. Die Brunnenfigur ist eine Statue der Justitia mit verbundenen Augen und Diadem, die mit der rechten Hand das Richtschwert erhebt und in der linken Hand die Waage (bei schrägem Waagbalken) trägt. Ihr zu Füssen sind ein Papst, Kaiser, Sultan und Schultheiss angeordnet. |
| ja   | Datei hochladen · Wikidata zu Hauptwache (Q19362481)                                          | Hauptwache KGS-Nr.: 00624                                                                                        | A    | G   | Theaterplatz 13 600671 / 199570                        | Das ehemalige zentrale Wachhaus, von 1766 bis 1770 durch Niklaus Sprüngli erbaut, gilt als eines der Hauptwerke des Berner Spätbarocks. Mächtiger Parterrebau mit Kolonnadenvorhalle und Attika unter Mansarddach. Auch symbolisch markiert der Bau eine zentrale Stelle im Berner Stadtgefüge und dient als Blickpunkt am südlichen Abschluss des Theaterplatzes. |
| ja   | Datei hochladen · Wikidata zu Hôtel de Musique (Q1249510)                                     | Hôtel de Musique KGS-Nr.: 00628                                                                                  | A    | G   | Theaterplatz 7 600683 / 199605                         | In den Jahren 1767 bis 1770 von Niklaus Sprüngli im Auftrag der Grande Société erbautes Gesellschaftshaus im spätbarocken Stil. Zunächst als Kaffeehauses mit Tanz- und Konzertsaal genutzt, von 1798 bis 1900 als Theater-, Oper- und Konzertbühne, 1904/05 umfassender Umbau. Die Hauptfront des dreigeschossigen Bauwerks ist in neun Achsen und drei fast unmerklich vortretende Risalite gegliedert. |
| ja   | Datei hochladen · Wikidata zu Kreuzgassbrunnen (Q19362501)                                    | Kreuzgassbrunnen KGS-Nr.: 00633                                                                                  | A    | G   | Kramgasse 601021 / 199658                              | 1778 von den Meistern Reist und J. C. Wieser erschaffener Brunnen, ersetzte eine Anlage von 1657. Er besteht aus Solothurner Muschelkalk, wurde vermutlich von Niklaus Sprüngli entworfen und gilt als Urform der Berner Obeliskenbrunnen schlechthin. Den dreiteiligen schlanken Obelisken bekrönt eine zierlich silhouettierende, drapierte Urne mit Kugelspitze. |
| ja   | Datei hochladen · Wikidata zu Läuferbrunnen (Q1536420)                                        | Läuferbrunnen KGS-Nr.: 00635                                                                                     | A    | K   | Läuferplatz 601451 / 199831                            | Im Jahr 1545 vermutlich von Hans Gieng erschaffener Brunnen, stand ursprünglich vor dem letzten Haus am Nydeggstalden und wurde 1827 an den heutigen Standort gesetzt. Die Brunnenfigur stellt einen Herold oder schnellen Boten dar, der zu Fuss unterwegs ist. Auf der Brust trägt er das Wappen der Stadt Bern, auf der Schulter den Läuferspiess und am Rücken die Läuferbüchse. |
| ja   | Datei hochladen · Wikidata zu Mosesbrunnen (Q686102)                                          | Mosesbrunnen KGS-Nr.: 00636                                                                                      | A    | K   | Münsterplatz 600909 / 199592                           | Ursprünglich 1544 erschaffener Brunnen (wahrscheinlich durch Hans Gieng), 1791 durch die heutige, von Niklaus Sprüngli entworfene Anlage ersetzt. Die von Nikolaus Sporrer stammende Brunnenfigur stellt Moses dar, der in seiner Linken die beiden Gesetzestafeln mit den Zehn Geboten hält und mit der Rechten darauf zeigt. |
| ja   | Datei hochladen · Wikidata zu Oberes Mayhaus (Q19362504)                                      | Oberes Mayhaus (Erkerhaus) KGS-Nr.: 00639                                                                        | A    | G   | Münstergasse 62 600789 / 199606                        | 1607/08 von Andreas Widmer für Johann Dürheim erbautes Bürgerhaus, gassenseitiger Hausteil um 1735–40 von Albrecht Stürler neu errichtet. Vom älteren Teil vorhanden sind die dreistöckige Hoffassade mit giebelbekrönten Kuppelfenstern und der spiralförmig emporsteigende Treppenturm. Der Salon im zweiten Stockwerk besitzt eines der festlichsten Interieurs des bernischen Rokoko mit Würfelparkett, Boiserien und Decke mit flammenartigen Radialfeldern. |
| ja   | Datei hochladen · Wikidata zu Berner Münster (Q688315)                                        | Reformiertes Münster KGS-Nr.: 00643                                                                              | A    | G   | Münsterplatz 1 600987 / 199574                         | Wahrzeichen und grösstes Kirchengebäude der Stadt, gilt als eines der Hauptwerke der schweizerischen Spätgotik. Die Grundsteinlegung erfolgte 1421, die Bauarbeiten dauerten mit Unterbrechungen bis 1573. Der Bau des Kirchturms musste 1521 wegen schwacher Fundamente auf einer Höhe von rund 55 m unterbrochen werden. Erst dreieinhalb Jahrhunderte später setzte man den Turmbau im neugotischen Stil fort, bis er 1893 auf 100,6 m abgeschlossen werden konnte. |
| ja   | Datei hochladen · Wikidata zu Rathaus Bern (Q2132400)                                         | Rathaus mit Staatskanzlei KGS-Nr.: 00645                                                                         | A    | G   | Rathausplatz 2 601042 / 199732                         | Repräsentativer Sitz der Kantonsregierung und des Grossen Rates des Kantons Bern sowie des Berner Stadtrates. Entstanden von 1406 bis 1415 im spätgotischen Stil unter Heinrich von Gengenbach und Hans Hetzel, Umbau von 1940 bis 1942. Geschmückt mit Skulpturen von Gustave Piguet und Karl Schenk, dem Hermesbrunnen von Max Fueter sowie Wandgemälden von Ferdinand Hodler, Martin Lauterburg und Rudolf Mumprecht. |
| ja   | Datei hochladen · Wikidata zu Simsonbrunnen (Q678445)                                         | Simsonbrunnen KGS-Nr.: 00652                                                                                     | A    | K   | Kramgasse 600897 / 199655                              | Im Jahr 1527 errichteter Brunnen, 1544 um ein achteckiges Wasserbecken und die von Hans Gieng geschaffene Brunnenfigur erweitert. Diese stellt den römisch gekleideten biblischen Helden Simson dar, wie er einen Löwen beim Maul packt, um ihn zu zerreissen (vergleiche Buch der Richter 14,6). Er ist mit dem Kinnbacken eines Esels bewaffnet und trägt die Werkzeuge eines Metzgers. |
| ja   | Datei hochladen · Wikidata zu Burgerbibliothek und Universitätsbibliothek (Gebäude) (Q190254) | Burgerbibliothek und Universitätsbibliothek (ehemals Stadt- und Universitätsbibliothek) (Gebäude) KGS-Nr.: 00654 | A    | G   | Münstergasse 61–63 600766 / 199585                     | Städtebaulich markantes Bibliotheksgebäude im barocken Stil. Von 1750 bis 1755 unter Ludwig Emanuel Zehender ursprünglich als «Ankenwaag» (obrigkeitlicher Weinkeller und Markthalle) entstanden und von 1787 bis 1794 zur ersten profanen Bibliothek der Schweiz mit eigenem Gebäude umgebaut. Von 1860 bis 1863 durch Gottlieb Hebler um östlichen Annex erweitert, 1904/05 durch Eduard von Rodt um westlichen Annex. |
| ja   | Datei hochladen · Wikidata zu Stiftsgebäude (Q2348735)                                        | Stift KGS-Nr.: 00655                                                                                             | A    | G   | Münsterplatz 3–3b / Herrengasse 1 600945 / 199541      | Markantes Barockgebäude neben dem Münster. Ursprünglich um 1256 als Deutschordenshaus erbaut (Neubau 1435). Nach der Vertreibung des Ordens 1485 in ein weltliches Chorherrenstift umgewandelt. Das heutige Gebäude entstand 1745 bis 1755 nach Plänen von Albrecht Stürler mit plastischem Werk an der Fassade von Johann Friedrich Funk und dient seit 1832 der kantonalen Verwaltung. |
| ja   | Datei hochladen · Wikidata zu Tscharnerhaus (1733–35) (Q19362517)                             | Tscharnerhaus KGS-Nr.: 00657                                                                                     | A    | G   | Münsterplatz 12 600907 / 199565                        | Das in den Jahren 1733 bis 1735 durch Albrecht Stürler im Auftrag von Beat von Tscharner erbaute Gebäude gehört zu den repräsentativsten Barockbauten Berns und ist das Geburtshaus von Elisabeth de Meuron, geb. von Tscharner. Seit 1928 ist es der Sitz der Finanzverwaltung des Kantons Bern. Die vier Geschosse werden durch markante Gurtgesimse geschieden und von gebänderten Ecklisenen und einem Kranzgesims zusammenfassend gerahmt; die mittleren drei der sieben Achsen sind als Risalit ausgebildet. Das Dreiecksgiebel enthält ein von Greifen gestütztes Wappen der Tscharner. |
| ja   | Datei hochladen · Wikidata zu Vennerbrunnen (Q685445)                                         | Vennerbrunnen KGS-Nr.: 00660                                                                                     | A    | K   | Rathausplatz 601056 / 199725                           | Von Hans Gieng im Jahr 1542 geschaffener steinerner Brunnen. Er stand ursprünglich auf dem Schwendplatz am oberen Ende des Nydeggstaldens und wurde mehrmals versetzt, seit 1913 befindet er sich an seinem heutigen Standort. Die Brunnenfigur stellt einen Venner dar, einen geharnischten Berner Bannerträger. |
| ja   | Datei hochladen · Wikidata zu Béatrice-von-Wattenwyl-Haus (Q1019354)                          | Wattenwylhaus (Frischinghaus) KGS-Nr.: 00662                                                                     | A    | G   | Junkerngasse 59 601085 / 199598                        | In den Jahren 1705 bis 1707 durch Joseph Abeille erbautes Stadtpalais von Schultheiss Samuel Frisching, seit 1934 im Besitz des Bundes. Die Hauptfassade mit Freitreppe, Balkon, Giebel mit Wappen der Patrizierfamilie Frisching und Dachreiter ist nach Süden gerichtet; die davor liegenden Terrassen und abgestuften Gärten verleihen dem Gebäude ein monumentales Gepräge. |
| ja   | Datei hochladen · Wikidata zu Zähringerbrunnen (Q247322)                                      | Zähringerbrunnen KGS-Nr.: 00664                                                                                  | A    | K   | Kramgasse 600803 / 199656                              | Hans Hiltbrand aus Schaffhausen schuf den Brunnen im Jahr 1535. Der dazu gehörende Trog kam 1542 hinzu und wurde 1889 durch den heutigen ersetzt. Die Brunnenfigur ist ein stehender Bär mit Helm, in dessen Gürtel zwei Schwerter stecken. Die rechte Pranke hält ein Banner, die linke einen Schild. Banner und Schild zeigen einen goldenen Löwen auf rotem Grund, das Erkennungszeichen der Zähringer. |
| ja   | Datei hochladen · Wikidata zu Zytglogge (Q246105)                                             | Zytglogge KGS-Nr.: 00665                                                                                         | A    | G   | Bim Zytglogge 3 600698 / 199655                        | Im 13. Jahrhundert als westliche Begrenzung der mittelalterlichen Stadt erbauter Uhrturm, nach dem Stadtbrand von 1405 neu errichtet und 1770/71 im spätbarocken Stil umgestaltet. Mit seinem Monumentaluhrwerk, den übergrossen Zifferblättern, dem Astrolabium und der vielfältigen Automatengruppe bildet der Zytgloggeturm eine Sehenswürdigkeit ersten Ranges und gilt als Symbol der Stadt. |
| ja   | Datei hochladen · Wikidata zu St. Peter und Paul (Q684054)                                    | Christkatholische Kirche St. Peter und Paul KGS-Nr.: 00679                                                       | A    | G   | Rathausgasse 2 601009 / 199733                         | Von 1858 bis 1864 als erstes römisch-katholisches Kirchengebäude Berns seit der Reformation errichtet, gelangte es 1875 im Zuge des Kulturkampfes in den Besitz der Christkatholischen Kirche. Der historisierende Baustil ahmt die Formensprache der Romanik und der Frühgotik nach. |
| ja   | Datei hochladen · Wikidata zu Diesbachhaus (Q19362474)                                        | Diesbachhaus KGS-Nr.: 00681                                                                                      | A    | G   | Münstergasse 2 601032 / 199615                         | Von 1716 bis 1718 nach Plänen von Hans Jakob Dünz erbautes Wohnhaus für Hans Georg von Diesbach, seit 1889 Sitz der Justizdirektion des Kantons Bern. Streng orthogonale Gliederung der sechs Fensterachsen ohne Risalit, Stichbogenarkaden auf Vierkantpfeilern fassen im Erdgeschoss je zwei Achsen zusammen. Diese Gliederung setzt sich an der achtachsigen Seitenfassade der Kreuzgasse fort. Die Salons im ersten Obergeschoss sind mit wertvollstem Nussbaum-Täfer und Louis-quatorze-Decken geschmückt.                                                                                |
| ja   | Datei hochladen · Wikidata zu Wattenwylhaus (Q19362484)                                       | Wattenwylhaus (Marcuardhaus) KGS-Nr.: 00694                                                                      | A    | G   | Gerechtigkeitsgasse 40 601213 / 199713                 | Von 1740 bis 1743 nach Plänen von Albrecht Stürler erbautes Haus, entstanden durch die Vereinigung dreier Vorgängerbauten. Die Hauptfront im Régence-Stil wurde im Zuge der Tieferlegung der Gerechtigkeitsgasse um eine spätklassizistische Freitreppe ergänzt. 1802 kapitulierte hier die Regierung der Helvetischen Republik. Seit 2014 Nutzung als Kanzlei der Burgergemeinde Bern. |
| ja   | Datei hochladen · Wikidata zu Jenner-Haus (Q19362485)                                         | Jennerhaus KGS-Nr.: 00695                                                                                        | A    | G   | Gerechtigkeitsgasse 42 601200 / 199711                 | Von 1732 bis 1734 neu erbautes Wohnhaus im Régence-Stil, entstanden durch die Vereinigung zwei älterer Häuser. Bei dem repräsentativen Sitz der Patrizierfamilie Jenner handelt es sich um das erste Werk des bedeutenden Berner Architekten Albrecht Stürler und das früheste Beispiel eines als Etagenwohnhaus konzipierten Herrschaftshauses. |
| ja   | Datei hochladen · Wikidata zu Haus Bim Zytglogge 1 (Q19362482)                                | Haus KGS-Nr.: 00696                                                                                              | A    | G   | Bim Zytglogge 1 600710 / 199643                        | 1506 erbautes Wohnhaus im spätgotischen Stil. 1676 mit neuer Befensterung, Haube und Mansarddach versehen, das Régenceportal stammt aus der Mitte des 18. Jahrhunderts. 1975 wurde das Gebäude ausgekernt, ebenso rekonstruierte man den Erker. Fassade mit Skulpturen geschmückt. |
| ja   | Datei hochladen · Wikidata zu Unteres Mayhaus (Q19362521)                                     | Unteres Mayhaus KGS-Nr.: 00734                                                                                   | A    | G   | Münstergasse 6 601010 / 199613                         | Das 1608/09 von Andreas Widmer für Barthlome May errichtetes Wohnhaus gilt als eines der Hauptwerke des Manierismus in Bern. Die Hauptfassade besitzt Kuppelfenstergruppen und einzelne Kreuzstockfenster, zusätzlich ist sie mit Grotesken und Maskarons verziert. An der Rückseite ist der Treppenturm von 1559 ist mit dem gleichaltrigen Haus Kramgasse 7 verbunden. |
| ja   | Datei hochladen · Wikidata zu Wattenwylhaus (Q5743927)                                        | Wattenwylhaus KGS-Nr.: 00742                                                                                     | A    | G   | Herrengasse 23 600826 / 199540                         | Im Kern ins Spätmittelalter zurückreichendes Wohnhaus, kurz nach 1756 durch Erasmus Ritter im Auftrag von David Salomon von Wattenwyl im späten Louis-quinze Stil umgebaut und 1762 vollendet. Seit 1954 im Besitz der Burgergemeinde Bern. Drei Geschosse unter Mansarddach mit je einem Ochsenauge über jeder der fünf Fensterachsen; von diesen sind die drei mittleren durch Pilasterstellung als Risalit zusammengefasst. |
| ja   | Datei hochladen · Wikidata zu Gesellschaftshaus zu Kaufleuten (Q9319632)                      | Zunfthaus zu Kaufleuten KGS-Nr.: 00749                                                                           | A    | G   | Kramgasse 29 600922 / 199638                           | Von 1718 bis 1722 durch Niklaus Schiltknecht erbautes Zunfthaus der Gesellschaft zu Kaufleuten. Das Hauptwerk der bernischen Bürgerhausarchitektur des ausgehenden Hochbarocks besitzt eine drei Achsen umfassende Fassade, die sich an französischen Vorbildern im Unkreise von François Blondel und am Palladianismus orientiert. Das Interieur des Zunftsaals ist im Originalzustand erhalten. |
| ja   | Datei hochladen · Wikidata zu Burgerbibliothek Bern (Q669509)                                 | Burgerbibliothek Bern KGS-Nr.: 08816                                                                             | A    | S   | Münstergasse 63 600742 / 199584                        | In der ehemalige Zentralbibliothek der Universität Bern sind die von der Burgergemeinde Bern zusammengetragenen Bestände an Manuskripten, Archivalien und Bilddokumenten. |
| ja   | Datei hochladen · Wikidata zu Casino Bern (Q1791644)                                          | Casino KGS-Nr.: 08996                                                                                            | A    | G   | Casinoplatz 1 600733 / 199538                          | Von 1906 bis 1908 durch Paul Lindt und Max Hofmann im Auftrag der Burgergemeinde Bern erbautes Konzerthaus im klassizistischen Stil. Eine der ersten Betonbauten der Stadt, die Fassaden sind jedoch mit Sandstein verkleidet. Der Vorgängerbau musste dem mittleren Trakt des Bundeshauses weichen. |
| ja   | Datei hochladen · Wikidata zu Haus (Q110903183)                                               | Haus KGS-Nr.: 09109                                                                                              | A    | G   | Kramgasse 7 601006 / 199642                            | Der im Jahr 1559 erbaute Innenhof dieses Gebäudes ist vollständig im originalen Zustand erhalten und bildet das eindrücklichste profane Ensemble der Spätgotik in Bern. Aus demselben Jahr stammt die unveränderte Grunddisposition des Gebäudeinnern mit je zwei gassen- und hofseitigen Räumen. Erneuerung der Fassade um 1700, Interieur im Louis-quatorze-Stil. |
| ja   | Datei hochladen · Wikidata zu Haus (Q19362494)                                                | Haus KGS-Nr.: 09110                                                                                              | A    | G   | Münstergasse 30 600925 / 199608                        | 1569/70 für Jakob Tillmann erbautes Bürgerhaus im spätgotischen Stil, mit Ausnahme des Laubenbogens aus dem 19. Jahrhundert weitgehend im originalen Zustand erhalten. Charakteristische, pyramidal aufgebaute Reihenfensterfront mit Kreuzstockfenster im dritten Stockwerk. Dort ist auch eine unterzuglose, quer gespannte Bohlendecke von 5,4 m Weite vorhanden. |
| ja   | Datei hochladen · Wikidata zu Zeerleder-Haus (Q19362524)                                      | Zeerlederhaus KGS-Nr.: 09111                                                                                     | A    | G   | Junkerngasse 51 601114 / 199603                        | Durch Zusammenfassung zweier Vorgängerbauten (Vorderhaus aus dem 16. und Hinterhaus aus dem 18. Jahrhundert) entstandenes Wohnhaus im spätgotischen Stil. Giebelbekrönte Gartenfassade aus dem Zeitraum 1760–1770 mit Treppenturm und streng axial angeordneten Kuppelfenstern, 1897 ergänzt durch Fassadenmalerei von Rudolf Münger. Bei der Aufstockung in den Jahren 1851/52 ging der Giebel verloren. |
| ja   | Datei hochladen · Wikidata zu Haus (Q19362483)                                                | Haus KGS-Nr.: 09113                                                                                              | A    | G   | Gerechtigkeitsgasse 33 601193 / 199679                 | 1607/08 im Spätrenaissance-Stil erbautes Wohnhaus eines Notars. Erhalten geblieben sind davon der Erdgeschoss-Korridor, der achteckige Treppenturm und die Hoffront. Die Vorderfront wurde in den 1730er Jahren vermutlich durch Albrecht Stürler im Régence-Stil umgestaltet. Im Innern Louis-quinze-Salon. |
| ja   | Datei hochladen · Wikidata zu Kirchbergerhaus (Q19362500)                                     | Kirchbergerhaus KGS-Nr.: 09118                                                                                   | A    | G   | Kramgasse 61 600817 / 199642                           | Um 1718 von Hans Jakob Dünz oder Samuel Baumgartner erbautes Wohnhaus für Friedrich Kirchberger. Die sechs Achsen umfassende Fassade ist bautypologisch bedeutend aufgrund der erstmaligen Verwendung der Kolossalordnung bei einem Privathaus. Innenausstattung von 1771 im Louis-seize-Stil mit reich geschweiften Boiserien, aus demselben Jahr stammt der halbrunde Treppenturm. |
| ja   | Datei hochladen · Wikidata zu Haus Junkerngasse 39 (Q19362492)                                | Haus KGS-Nr.: 09119                                                                                              | A    | G   | Junkerngasse 39 601198 / 199626                        | Zwischen 1730 und 1740 durch den Zusammenschluss zweier älterer Vorgängerbauten errichtetes Wohnhaus. Hervorragende Gestaltung der Laube mit kräftig vortretenden Pfeilern, Kreuzgratgewölben und aufwändigem Stichbogenportal mit breit gekehltem Gewände. Elegant gestalteter Innenhof, wo durch Proportionssicherheit und straffe Gliederung ein Höchstmass an Grosszügigkeit und plastischem Relief auf engem Raum erreicht wird. |
| ja   | Datei hochladen · Wikidata zu Tscharnerhaus (1760–64) (Q1336224)                              | Tscharnerhaus KGS-Nr.: 09120                                                                                     | A    | G   | Herrengasse 4 600889 / 199558                          | In den Jahren 1756 bis 1764 für Abraham Ahasver von Tscharner erbautes repräsentatives Wohnhaus, vermutlich nach Plänen von Niklaus Sprüngli. Die dreigeteilte Fassade weist ein straff diszipliniertes Spiel von Fenstergruppen, Gurtbogen und Pilastern auf, was eine monumentale Platzwirkung erzeugt. Das Fassadendekor mit Portalkonsolen, Girlanden am Risalit und Giebelfeld bildet das einzige reine Régence-Ensemble in Bern. |
| ja   | Datei hochladen · Wikidata zu Haus Münstergasse 26 (Q19362493)                                | Haus KGS-Nr.: 09122                                                                                              | A    | G   | Münstergasse 26 600935 / 199623                        | Das um 1763 für Emanuel Friedrich Fischer erbaute Bürgerhaus am Übergang vom Rokoko zum Louis-seize-Stil gehört zu den herausragendsten Werken von Niklaus Sprüngli. Über einer Korbbogenlaube besitzt die Fassade zwei von Lisene gerahmte Achsen. Das erste und zweite Stockwerk sind mit Stichbogenfenstern, reich skulptierten Rocaille-Agraffen und verkröpftem Gurtgesims ausgeschmückt, während des dritten Stockwerks durch den Verzicht auf Schmuckelemente wie eine Attika wirkt. Im Innern Louis-quinze- und Louis-seize-Ausstattung.                                               |
| ja   | Datei hochladen · Wikidata zu Fischer'sche Posthäuser (Q19362478)                             | Fischersche Posthäuser KGS-Nr.: 09193                                                                            | A    | G   | Postgasse 64–66 601124 / 199735                        | 1686-1694 nach Plänen durch Abraham Dünz im Auftrag von Beat Fischer erbautes Doppelhaus, das anschliessend bis 1832 als Hauptquartier der Fischerpost diente. Seit 1835 Nutzung als Schulhaus, bis 1869 umgebaut. Drei Rundbogenlauben auf massigen Vierkantpfeilern prägen die dreigeschossige barocke Fassade von Nr. 64. Die im Jahr 1734 durch Daniel Stürler neu gestaltete Fassade von Nr. 66 besitzt zusätzliche Régence-Elemente. |
| ja   | Datei hochladen · Wikidata zu Haus Gerechtigkeitsgasse 44 (Q19362486)                         | Haus KGS-Nr.: 09194                                                                                              | A    | G   | Gerechtigkeitsgasse 44 601190 / 199705                 | Um 1775 bis 1780 im Auftrag von Gabriel Manuel neu erbautes Wohnhaus, im Übergang zwischen Spätbarock und Frühklassizismus. Gassenfassade mit Laubensockel, zwei Hauptgeschossen und attikaähnlichem drittem Stockwerk. Geräumiger Hof mit turmartigem Treppenhaus. Wird heute durch das Kunst- und Kulturhaus «visavis» genutzt. |
| ja   | Datei hochladen · Wikidata zu Haus Gerechtigkeitsgasse 52 (Q19362487)                         | Haus KGS-Nr.: 09195                                                                                              | A    | G   | Gerechtigkeitsgasse 52 601161 / 199700                 | Das 1760 vermutlich durch Niklaus Sprüngli im Auftrag von Emanuel von Wattenwyl neu erbaute, repräsentative Wohnhaus ersetzte einen Vorgängerbau von 1725. Der viergeschossige Baukörper mit vier Fensterachsen ist mit dreiteiligen Risaliten, Pilastern, Doppelkonsolen und Wappenkartusche geschmückt. Von 1910 bis 1998 als alkoholfreies Hotel (Hospiz zur Heimat) genutzt. |
| ja   | Datei hochladen · Wikidata zu Münsterplattform (Q1425778)                                     | Münsterplattform KGS-Nr.: 09196                                                                                  | A    | G   | Münstergasse 601006 / 199524                           | Unmittelbar südlich des Berner Münsters am Abhang zur Aare gelegene rechteckige Terrasse. Ursprünglich als Friedhof genutzt, wurde die Terrasse ab 1334 nach und nach aufgeschüttet, wobei die Stützmauern erst 1514 vollendet waren. Seit 1531 dient die Münsterplattform als Parkanlage. |
| ja   | Datei hochladen · Wikidata zu Bibliothek Münstergasse (Q110901157)                            | Universitätsbibliothek Bern – Bibliothek Münstergasse KGS-Nr.: 09325                                             | A    | S   | Münstergasse 61 600777 / 199585                        | Die ehemalige Zentralbibliothek der Universität Bern ist als Lern- und Begegnungsort konzipiert und sammelt Werke von Berner Schriftstellern sowie die Literatur zum Kanton Bern; dabei bilden die historischen Bestände einen Schwerpunkt. |
| ja   | Datei hochladen · Wikidata zu Tscharnerhaus (Q19362516)                                       | Tscharnerhaus KGS-Nr.: 09778                                                                                     | A    | G   | Kramgasse 54 600846 / 199666                           | In den Jahren 1735 bis 1737 von Albrecht Stürler erbautes Wohnhaus für Beat Jakob Tscharner. Der markante Bau mit monumentaler Platzwirkung dient seit 1928 der kantonalen Verwaltung. Die Fassade verbindet Elemente des Hoch- und Spätbarocks. Dabei sind die vier Geschosse durch markante Gurtgesimse geschieden und von gebänderten Ecklisenen und Kranzgesims zusammenfassend gerahmt; die mittleren drei der sieben Achsen sind als Risalit ausgebildet und vier ionische Pilaster fassen die beiden Obergeschosse zusammen.                                                            |
| ja   | Datei hochladen · Wikidata zu Gesellschaftshaus zu Pfistern (Q14563352)                       | Gesellschaftshaus zu Pfistern KGS-Nr.: 11620                                                                     | A    | G   | Kramgasse 9 600997 / 199640                            | 1769/70 nach einem Entwurf von Niklaus Sprüngli für Johann Ludwig Stürler erbautes Bürgerhaus, seit 1926 als Gesellschaftshaus der Gesellschaft zu Pfistern genutzt. Über dem gebänderten Laubengeschoss erheben sich zwei Hauptgeschosse, die durch eine Kolossalordnung zusammengefasst werden. Diese umfasst drei von ionischen Pilastern eingefasste Achsen, wobei die mittlere als Risalit ausgebildet ist. Interieur im Louis-quinze-Stil. |
| ja   | Datei hochladen · Wikidata zu Morlothaus (Q19362491)                                          | Morlothaus KGS-Nr.: 11716                                                                                        | A    | G   | Junkerngasse 32 601163 / 199635                        | Um 1735 bis 1740 durch Albrecht Stürler vollständig neu erbautes viergeschossiges Stadtpalais im spätbarocken Stil, ab 1913 als Verwaltungsgebäude der Stadt Bern genutzt, 1999/2000 wieder zu Wohnhaus umgebaut. Die Fassade besitzt sechs Achsen, wobei die zwei mittleren als Risalit ausgebildet sind. Akzentuiert wird sie durch gebänderte Lisenen, ionische Kolossalpilaster und skulptierte Fensterbekrönungen. |
| ja   | Datei hochladen · Wikidata zu Sinner-Haus (Q19362489)                                         | Sinner-Haus KGS-Nr.: 11785                                                                                       | A    | G   | Gerechtigkeitsgasse 81 601052 / 199646                 | 1767/68 für Karl Ludwig Sinner errichtetes viergeschossiges Gebäude, geht vermutlich auf einen Entwurf von Samuel Johann Imhof zurück. 1896 zum Restaurant Ratskeller umgebaut. In vier Achsen gegliederte Gassenfront; kräftiges Relief durch gebänderte Arkade, Konsolen unter den Fenstern im zweiten Stock und Dreiecksgiebel mit Wappenkartusche. Die Westfassade an der Kreuzgasse erstreckt sich über neun Achsen. |
| ja   | Datei hochladen · Wikidata zu Nydeggkirche (Q2006078)                                         | Reformierte Nydeggkirche KGS-Nr.: 00644                                                                          | B    | G   | Nydeggstalden 601429 / 199746                          | Von 1341 bis 1346 anstelle einer geschleiften Burg errichtetes Kirchengebäude. Der Turm stammt von 1483 und von 1493 bis 1504 wurde das Kirchenschiff neu errichtet. Nach der Reformation vorübergehend zu einem Lagerhaus umfunktioniert, wird die Kirche seit 1566 wieder für Gottesdienste verwendet. Umfassender Umbau in den Jahren 1951 bis 1953 mit Bronzereliefs von Marcel Perincioli. |
| ja   | Datei hochladen · Wikidata zu Ehemalige Antonierkirche (Q606476)                              | Ehemalige Antonierkirche KGS-Nr.: 00682                                                                          | B    | G   | Postgasse 62 601142 / 199750                           | Das sakrale Gebäude im gotischen Stil entstand 1283 als Kommende des Antoniterordens und wurde 1528 im Zuge der Reformation säkularisiert. Es diente danach unter anderem als Kornhaus, Sattlerei und Lagerhaus. Heute Nutzung als evangelisch-lutherisches Kirchgemeindehaus und russisch-orthodoxe Kapelle. |
| ja   | Datei hochladen · Wikidata zu Ehemaliges Schlachthaus (Q29651689)                             | Ehemaliges Schlachthaus KGS-Nr.: 00685                                                                           | B    | G   | Rathausgasse 22 600908 / 199727                        | 1768/69 durch Niklaus Hebler und Ludwig Emanuel Zehender erbautes Schlachthaus, ersetzte einen Vorgängerbau aus dem 15. Jahrhundert. Das eingeschossige Gebäude mit Mansarddach diente bis 1914 diesem Zweck, danach wurde es als Feuerwehrmagazin, Requisitenraum des Stadttheaters und Lagerraum der Stadtbetriebe genutzt. Seit 1998 Nutzung durch das «Schlachthaus Theater». |
| ja   | Datei hochladen · Wikidata zu Ländtetor (Q29651708)                                           | Ländtetor KGS-Nr.: 00711                                                                                         | B    | G   | Mattenenge 3–5 601479 / 199760                         | Kleines, zur Aare hin gelegenes Stadttor nahe der ehemaligen Nydeggfestung am östlichen Ende der Altstadt. Vermutlich Mitte des 13. Jahrhunderts entstanden und im frühen 14. Jahrhundert verstärkt oder neu gebaut. Vom damaligen Bestand erhalten geblieben ist ein drei Meter hoher Torbogen. |
| ja   | Datei hochladen · Wikidata zu Mattenschulhäuser (Q29651711)                                   | Mattenschulhäuser KGS-Nr.: 00713                                                                                 | B    | G   | Mühlenplatz 16 / Schifflaube 3 601265 / 199502         | Von 1834 bis 1837 nach Plänen von Bernhard Wyss anstelle eines abgebrannten Vorgängerbaus errichtetes Schulgebäude, 1896 um ein Geschoss zum heutigen viergeschossigen Bau aufgestockt. Das benachbarte Kleine Mattenschulhaus kam 1869/70 hinzu. |
| ja   | Datei hochladen · Wikidata zu Stadtmühle (Q29651739)                                          | Stadtmühle KGS-Nr.: 00728                                                                                        | B    | G   | Mühlenplatz 11–15 / Wasserwerkgasse 20 601347 / 199517 | 1818 von Ludwig Samuel Stürler erbaute und in den 1880er Jahren aufgestockte Mühle. Die Fassade dieses fünfgeschossigen klassizistischen Bauwerks besitzt ein Blendwerk aus mächtigen Rustikaquadern, die eine zweigeschossige Stichbogenkolonnade bilden. |

## Übrige Baudenkmäler
Hinweis: Anstelle der KGS-Nummer wird als Objekt-Identifikator (ID) die Grundstücksnummer verwendet.
| ID   | Foto |                                                           | Objekt                                 | Typ | Standort                              | Beschreibung |
| ---- | ---- | --------------------------------------------------------- | -------------------------------------- | --- | ------------------------------------- | ------------ |
| 296  | BW   | Datei hochladen                                           | Inselisteg (1871)                      | G   | Inselisteg 601221 / 199460            |              |
| 298  | BW   | Datei hochladen                                           | Schreinerei Kaspar Märki (1897/98)     | G   | Wasserwerkgasse 8 601423 / 199556     |              |
| 299  | BW   | Datei hochladen                                           | Fabrikgebäude (1897/98)                | G   | Wasserwerkgasse 10 601400 / 199537    |              |
| 300  | BW   | Datei hochladen                                           | Fabrikgebäude (vor 1870)               | G   | Wasserwerkgasse 12 601393 / 199535    |              |
| 336  | BW   | Datei hochladen                                           | Spinnerei Rolle (1884/85)              | G   | Wasserwerkgasse 5–7 601414 / 199520   |              |
| 337  | BW   | Datei hochladen                                           | Fabrikgebäude (1887)                   | G   | Wasserwerkgasse 14 601383 / 199527    |              |
| 340  | BW   | Datei hochladen                                           | Fabrikgebäude (1890)                   | G   | Wasserwerkgasse 6 601448 / 199573     |              |
| 341  | ja   | Datei hochladen                                           | Schokoladefabrik Lindt (1879)          | G   | Wasserwerkgasse 2 601468 / 199644     |              |
| 342  | ja   | Datei hochladen · Wikidata zu Kraftwerk Matte (Q63385411) | Kraftwerk Matte (1889–1891)            | G   | Wasserwerkgasse 15 601359 / 199474    |              |
| 343  | BW   | Datei hochladen                                           | Ehemalige Gipsfabrik (um 1830)         | G   | Wasserwerkgasse 17–19 601322 / 199467 |              |
| 343  | BW   | Datei hochladen                                           | Kleingewerbehaus (vor 1850)            | G   | Wasserwerkgasse 21 601309 / 199467    |              |
| 345  | ja   | Datei hochladen                                           | Gebäude (1890)                         | G   | Mühlenplatz 5 601368 / 199538         |              |
| 347  | ja   | Datei hochladen                                           | Fabrikgebäude (1899/1900)              | G   | Wasserwerkgasse 3 601458 / 199557     |              |
| 348  | BW   | Datei hochladen                                           | Ehemalige Kohlensäurefabrik (1894)     | G   | Wasserwerkgasse 29 601265 / 199436    |              |
| 350  | BW   | Datei hochladen                                           | Wohnhaus mit Werkstatt (um 1850)       | G   | Wasserwerkgasse 31 601244 / 199427    |              |
| 364  | BW   | Datei hochladen                                           | Gebäude (1880)                         | G   | Gerberngasse 23 601402 / 199584       |              |
| 365  | BW   | Datei hochladen                                           | Gebäude (1833)                         | G   | Gerberngasse 33 601385 / 199557       |              |
| 615  | BW   | Datei hochladen                                           | Geschäftsgebäude (1936/37)             | G   | Casinoplatz 6–8 600673 / 199553       |              |
| 1204 | BW   | Datei hochladen                                           | Bellevue-Garage (1935–1937)            | G   | Kochergasse 1 600683 / 199507         |              |
| 1214 | ja   | Datei hochladen                                           | Schreinerei-Werkstattgebäude (1941/42) | G   | Gerberngasse 21a 601431 / 199585      |              |
| 2530 | ja   | Datei hochladen · Wikidata zu Mattenschwelle (Q63383167)  | Aareschwelle (vor 1360)                | G   | Aareschwelle 601056 / 199412          |              |